# Gleb Czugunow
Gleb Siergiejewicz Czugunow, ros. Глеб Сергеевич Чугунов (ur. 17 grudnia 1999 w Saławacie) – rosyjski i polski żużlowiec.

## Życie prywatne
W kwietniu 2020 roku otrzymał obywatelstwo polskie. Posługuje się językiem polskim.

## Starty w Grand Prix (Indywidualnych Mistrzostwach Świata na żużlu)

### Punkty w poszczególnych zawodachGrand Prix
| Sezon 2020             |                      |                                 |                                 |                                 |                                |                      |                      |                      |                   |                   |         |         |         |         |         |         |         |         |         |         |         |        |        |        |        |        |        |        |        |        |        |        |
| GP Polski – Wrocław    | GP Polski – Wrocław  | GP Polski – Gorzów Wielkopolski | GP Polski – Gorzów Wielkopolski | GP Czech – Praga                | GP Czech – Praga               | GP Polski – Toruń    | GP Polski – Toruń    | miejsce              | miejsce           | miejsce           | miejsce | miejsce | miejsce | miejsce | miejsce | miejsce | miejsce | miejsce | punkty  | punkty  | punkty  | punkty | punkty | punkty | punkty | punkty | punkty | punkty | punkty |        |        |        |
| 7                      | 9                    | –                               | –                               | –                               | –                              | –                    | –                    | 16                   | 16                | 16                | 16      | 16      | 16      | 16      | 16      | 16      | 16      | 16      | 16      | 16      | 16      | 16     | 16     | 16     | 16     | 16     | 16     | 16     | 16     |        |        |        |
| Sezon 2021             |                      |                                 |                                 |                                 |                                |                      |                      |                      |                   |                   |         |         |         |         |         |         |         |         |         |         |         |        |        |        |        |        |        |        |        |        |        |        |
| GP Czech – Praga       | GP Czech – Praga     | GP Polski – Wrocław             | GP Polski – Wrocław             | GP Polski – Lublin              | GP Polski – Lublin             | GP Szwecji – Målilla | GP Rosji – Togliatti | GP Danii – Vojens    | GP Polski – Toruń | GP Polski – Toruń | miejsce | miejsce | miejsce | miejsce | miejsce | miejsce | miejsce | miejsce | miejsce | miejsce | miejsce | punkty | punkty | punkty | punkty | punkty | punkty | punkty | punkty | punkty | punkty | punkty |
| –                      | –                    | 3                               | 5                               | –                               | –                              | –                    | –                    | –                    | –                 | –                 | 19      | 19      | 19      | 19      | 19      | 19      | 19      | 19      | 19      | 19      | 19      | 8      | 8      | 8      | 8      | 8      | 8      | 8      | 8      | 8      | 8      | 8      |
| Sezon 2022             |                      |                                 |                                 |                                 |                                |                      |                      |                      |                   |                   |         |         |         |         |         |         |         |         |         |         |         |        |        |        |        |        |        |        |        |        |        |        |
| GP Chorwacji – Goričan | GP Polski – Warszawa | GP Czech – Praga                | GP Niemiec – Teterow            | GP Polski – Gorzów Wielkopolski | GP Wielkiej Brytanii – Cardiff | GP Polski – Wrocław  | GP Danii – Vojens    | GP Szwecji – Målilla | GP Polski – Toruń | miejsce           | miejsce | miejsce | miejsce | miejsce | miejsce | miejsce | miejsce | miejsce | miejsce | miejsce | punkty  | punkty | punkty | punkty | punkty | punkty | punkty | punkty | punkty | punkty | punkty |        |
| –                      | –                    | –                               | –                               | –                               | –                              | 7                    | –                    | –                    | –                 | 20                | 20      | 20      | 20      | 20      | 20      | 20      | 20      | 20      | 20      | 20      | 7       | 7      | 7      | 7      | 7      | 7      | 7      | 7      | 7      | 7      | 7      |        |

| Statystyki        | Statystyki |
| ----------------- | ---------- |
| Starty            | 5          |
| Zwycięstwa        | 0          |
| Miejsca na podium | 0          |
| Finalista         | 0          |
| Punkty            | 31         |

## Starty w mistrzostwach świata juniorów

### Indywidualne Mistrzostwa Świata Juniorów
| Sezon 2018 |         |           |         |         |         |         |         |         |         |         |         |        |        |        |        |        |        |        |        |        |
| Dyneburg   | Leszno  | Pardubice | miejsce | miejsce | miejsce | miejsce | miejsce | miejsce | miejsce | miejsce | miejsce | punkty | punkty | punkty | punkty | punkty | punkty | punkty | punkty | punkty |
| –          | –       | 7         | 16      | 16      | 16      | 16      | 16      | 16      | 16      | 16      | 16      | 7      | 7      | 7      | 7      | 7      | 7      | 7      | 7      | 7      |
| Sezon 2019 |         |           |         |         |         |         |         |         |         |         |         |        |        |        |        |        |        |        |        |        |
| Lublin     | Güstrow | Pardubice | miejsce | miejsce | miejsce | miejsce | miejsce | miejsce | miejsce | miejsce | miejsce | punkty | punkty | punkty | punkty | punkty | punkty | punkty | punkty | punkty |
| 17         | 9       | 13        | 4       | 4       | 4       | 4       | 4       | 4       | 4       | 4       | 4       | 39     | 39     | 39     | 39     | 39     | 39     | 39     | 39     | 39     |

| Statystyki        | Statystyki |
| ----------------- | ---------- |
| Starty            | 4          |
| Zwycięstwa        | 2          |
| Miejsca na podium | 2          |
| Punkty            | 46         |

## Kluby
- Kolejarz Opole (2016)[1]
- Orzeł Łódź (2017)[1]
- Betard Sparta Wrocław (2018-2022)[1]
- ZOOLeszcz GKM Grudziądz (2023)
- TŻ Ostrovia (2024)
- ROW Rybnik (2025-)

## Osiągnięcia
- Dwukrotny złoty medalista cyklu Speedway of Nations (2018, 2019)[1]
- Brązowy medalista drużynowego Pucharu Świata (2017)
- Złoty (2021), srebrny (2019) oraz dwukrotnie brązowy (2018, 2020) medalista drużynowych mistrzostwa Polski[1]
- Brązowy medalista mistrzostwa Polski par klubowych (2020)
- Złoty medalista Drużynowych Mistrzostw Europy do lat 23 (2021)[3].